# 图迪耶卢尔
图迪耶卢尔（Thudiyalur），是印度泰米尔纳德邦Coimbatore县的一个城镇。总人口20897（2001年）。

## 人口
该地2001年总人口20897人，其中男性10689人，女性10208人；0—6岁人口2039人，其中男1034人，女1005人；识字率75.46%，其中男性为81.94%，女性为68.67%。